# Tua-bin Francis

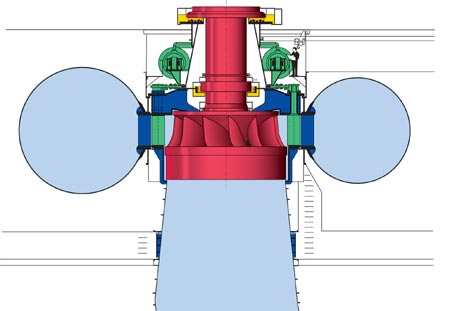
Nhìn từ mặt cắt bên của một tuabin Francis thẳng đứng. Ở đây nước đi vào theo chiều ngang trong một đường ống hình xoắn ốc (trường hợp xoắn ốc) quấn xung quanh bên ngoài của 'tua' quay của tuabin và thoát theo chiều dọc xuống qua trung tâm của tuabin.

Tuabin Francis, Tua bin tâm trục, là một loại tuabin nước được phát triển bởi James B. Francis ở Lowell, Massachusetts. Nó là một tuabin phản ứng dòng chảy bên trong kết hợp các khái niệm dòng chảy xuyên tâm và hướng trục.
Các tuabin Francis là tuabin nước phổ biến nhất hiện nay. Chúng hoạt động trong một đầu nước từ 40 m đến 600 m (130 đến 2.000 ft) và chủ yếu được sử dụng để sản xuất điện. Các máy phát điện thường sử dụng loại tuabin này có công suất đầu ra chỉ khoảng vài kilowatts lên đến 800 MW, mặc dù các thiết bị mini-hydro có thể thấp hơn. Penstock (đường ống đầu vào) đường kính từ 3 đến 33 ft (0,91 và 10 m). Phạm vi tốc độ của tuabin là từ 75 đến 1000 vòng / phút. Một cổng wicket xung quanh bên ngoài của Á hậu quay của tuabin kiểm soát tốc độ dòng nước chảy qua tuabin cho các mức sản xuất điện khác nhau. Các tuabin Francis hầu như luôn được gắn với trục dọc để cô lập nước từ máy phát điện. Điều này cũng tạo điều kiện cho việc lắp đặt và bảo trì.

## Phát triển

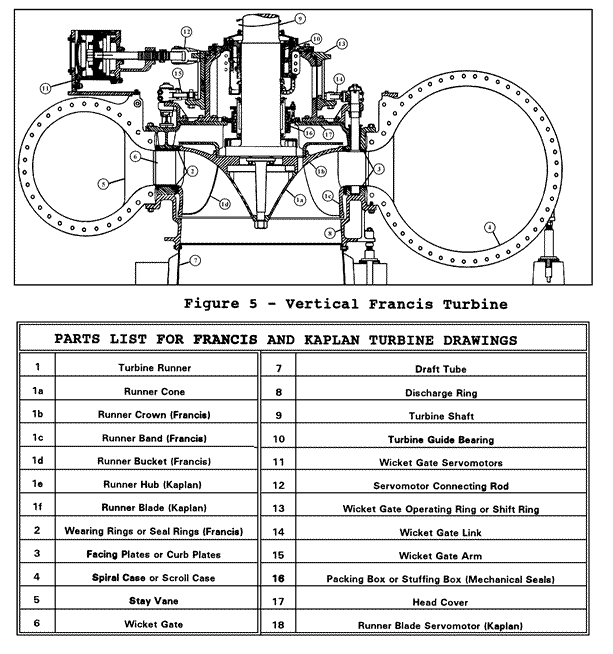
Các bộ phận của tuabin Francis

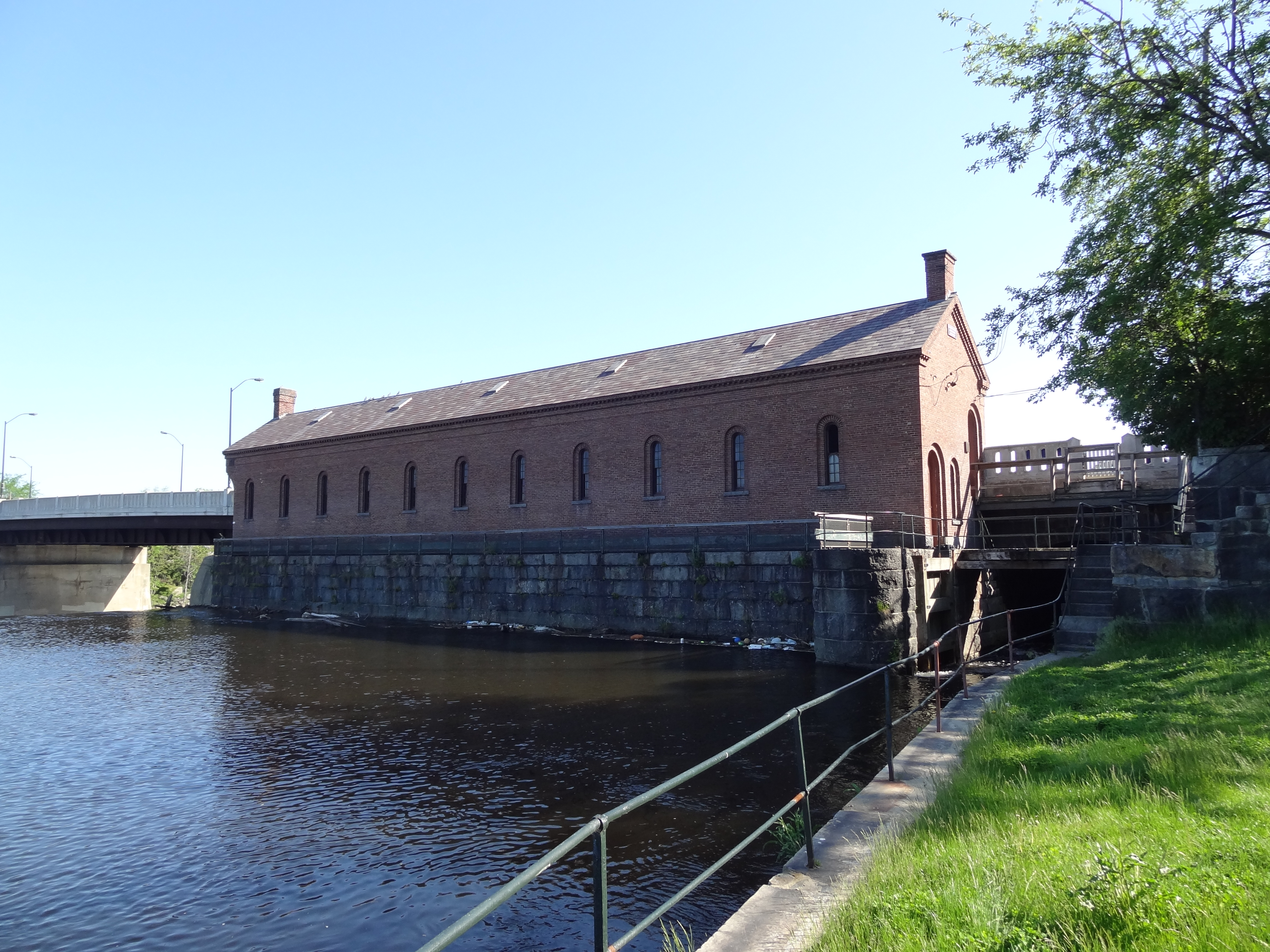
Pawtucket Gatehouse ở Lowell, Massachusetts; vị trí của tuabin Francis đầu tiên

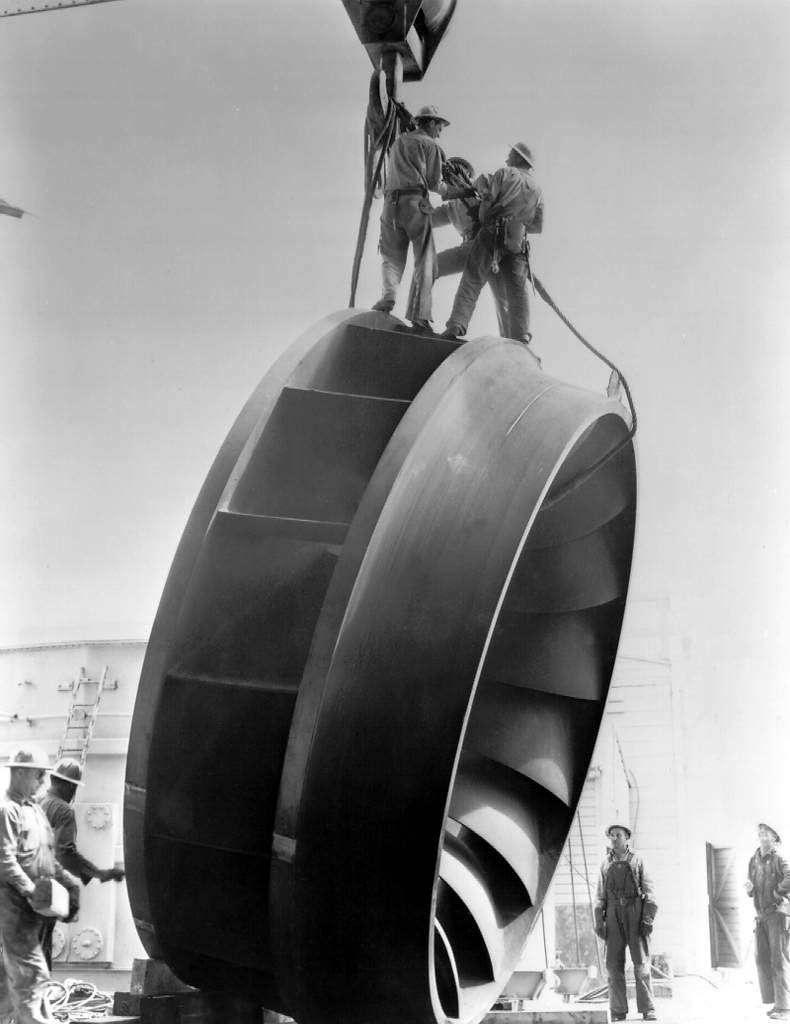
Francis Runner, đập Grand Coulee

Bánh xe nước các loại đã được sử dụng trong hơn 1.000 năm để cung cấp năng lượng cho các nhà máy, nhưng chúng tương đối kém hiệu quả. Cải tiến hiệu quả thế kỷ XIX của tuabin nước cho phép họ thay thế gần như tất cả các ứng dụng bánh xe nước và cạnh tranh với động cơ hơi nước bất cứ nơi nào có điện nước. Sau khi các máy phát điện được phát triển vào cuối những năm 1800, các tuabin là một nguồn năng lượng phát điện tự nhiên, nơi có nguồn thủy điện tiềm năng.
Năm 1826, Benoit Fourneyron đã phát triển một tua-bin nước dòng chảy hiệu quả cao (80%). Nước được hướng trực tiếp xuyên qua tuabin, khiến nó quay. Jean-Victor Poncelet thiết kế một tuabin bên trong dòng chảy vào khoảng năm 1820 sử dụng các nguyên tắc tương tự. S. B. Howd đã nhận được bằng sáng chế Hoa Kỳ năm 1838 cho một thiết kế tương tự.
Năm 1848, James B. Francis, trong khi làm việc với tư cách là kỹ sư trưởng của công ty Locks and Canals tại thành phố Lowell, Massachusetts, nhà máy dệt bánh xe chạy bằng nước, đã cải thiện những thiết kế này để tạo ra các tuabin hiệu quả hơn. Ông đã áp dụng các nguyên tắc khoa học và phương pháp thử nghiệm để sản xuất một thiết kế tuabin rất hiệu quả. Quan trọng hơn, phương pháp tính toán toán học và đồ họa của ông cải thiện thiết kế và kỹ thuật tuabin. Các phương pháp phân tích của ông cho phép thiết kế tự động các tuabin hiệu suất cao để phù hợp chính xác với lưu lượng và áp suất nước của một vị trí (đầu nước).

## Nguyên lý vận hành
Nguyên lý làm việc của tuabin francis:
- Dòng nước tác động vào bánh xe công tác (tua bin) theo hướng kính rồi chảy theo hướng trục ra ngoài nên mới gọi là tuabin tâm trục
- Đối với loại tuabin francis dùng thế năng của dòng chảy để làm quay tuabin (chênh lệch cột áp nước)
- Nước từ thượng lưu đập được dẫn trong ống thép hoặc hầm bê tông cốt thép xuống tuabin, do có sự chênh lệch cột áp giữa thượng lưu và hạ lưu, nước chảy qua các cánh của bánh xe công tác làm quay bánh xe công tác, đồng thời quay máy phát do trục bánh xe công tác nối liền với trục máy phát
- Điều chỉnh tốc độ quay bánh xe công tác bằng độ đóng mở cánh hướng (tăng giảm lưu lượng nước)